# Firle
Firle – wieś w Anglii, w hrabstwie East Sussex, w dystrykcie Lewes. Leży 77 km na południe od Londynu. W 2007 miejscowość liczyła 327 mieszkańców.
W 1946 w Firle zmarł brytyjski ekonomista John Maynard Keynes.